# أودرا كوهين
أودرا كوهين (بالإنجليزية: Audra Cohen)‏ مواليد 21 أبريل 1986 في كاليفورنيا، هي لاعبة كرة مضرب أمريكية سابقة بدأت مسيرتها كمحترفة سنة 2003 وكانت تلعب باليد اليمنى، اعتزلت اللعب في 2011. أعلى تصنيف لها في الفردي كان المركز الـ 229 في سنة 2009.

## وصلات خارجية
- أودرا كوهين على موقع رابطة محترفات التنس (الإنجليزية)
- أودرا كوهين على موقع الاتحاد الدولي لكرة المضرب (الإنجليزية)
- أودرا كوهين على موقع إي إس بي إن.كوم (الإنجليزية)

- الموقع الرسمي